# Róber Pier
Roberto Suárez Pier (Oleiros, La Coruña, 16 de febrero de 1995), conocido deportivamente como Róber Pier, es un futbolista español que juega en la posición de defensa y desde 2025 milita en el Atlas F. C. de la Primera División de México.

## Trayectoria
Formado en las categorías inferiores del R. C. Deportivo de La Coruña, debutó con el primer equipo el 2 de diciembre de 2015, en un partido de Copa del Rey contra la U. E. Llagostera, con victoria a domicilio (1-2). El 12 de marzo de 2016 debutó en Primera División, en una derrota a domicilio contra el Atlético de Madrid (3–0). Entró substituyendo al lesionado Manuel Pablo.
El 6 de julio de 2016 se anunció su cesión por una temporada al Levante U. D. En esta consiguieron ascender a Primera División y, posteriormente, ambos clubes acordaron dos nuevas cesiones en las siguientes dos campañas. Finalmente, en septiembre de 2019 firmó en propiedad con un contrato hasta 2023.
El 1 de agosto de 2023, después de siete años en el conjunto valenciano, fichó por el Real Sporting de Gijón para las siguientes dos temporadas. Cuando su contrato expiró, se marchó a México para jugar en el Atlas F. C.

## Estadísticas
Actualizado al último partido jugado el 25 de mayo de 2025.
| Club | Div.          | Temporada     | Liga  | Liga  | Copas nacionales(1) | Copas nacionales(1) | Copas internacionales | Copas internacionales | Total | Total |
| Club | Div.          | Temporada     | Part. | Goles | Part.               | Goles               | Part.                 | Goles                 | Part. | Goles |
| --- | ------------- | ------------- | ----- | ----- | ------------------- | ------------------- | --------------------- | --------------------- | ----- | ----- |
| R. C. Deportivo de La Coruña "B" · España                                                                       | 3.ª           | 2012-13       | 20    | 0     | ―                   | ―                   | ―                     | ―                     | 20    | 0     |
| R. C. Deportivo de La Coruña "B" · España                                                                       | 3.ª           | 2013-14       | 28    | 0     | ―                   | ―                   | ―                     | ―                     | 28    | 0     |
| R. C. Deportivo de La Coruña "B" · España                                                                       | 3.ª           | 2014-15       | 36    | 1     | 3                   | 0                   | ―                     | ―                     | 39    | 1     |
| R. C. Deportivo de La Coruña "B" · España                                                                       | 3.ª           | 2015-16       | 22    | 2     | 3                   | 0                   | ―                     | ―                     | 25    | 2     |
| R. C. Deportivo de La Coruña "B" · España                                                                       | Total club    | Total club    | 106   | 3     | 6                   | 0                   | 0                     | 0                     | 112   | 3     |
| R. C. Deportivo de La Coruña · España                                                                           | 1.ª           | 2015-16       | 2     | 0     | 4                   | 0                   | ―                     | ―                     | 6     | 0     |
| R. C. Deportivo de La Coruña · España                                                                           | Total club    | Total club    | 2     | 0     | 4                   | 0                   | 0                     | 0                     | 6     | 0     |
| Levante U. D. · España                                                                                          | 2.ª           | 2016-17       | 26    | 1     | 1                   | 0                   | ―                     | ―                     | 27    | 1     |
| Levante U. D. · España                                                                                          | 1.ª           | 2017-18       | 25    | 0     | 2                   | 0                   | ―                     | ―                     | 27    | 0     |
| Levante U. D. · España                                                                                          | 1.ª           | 2018-19       | 33    | 1     | 3                   | 0                   | ―                     | ―                     | 36    | 1     |
| Levante U. D. · España                                                                                          | 1.ª           | 2019-20       | 4     | 0     | 0                   | 0                   | ―                     | ―                     | 4     | 0     |
| Levante U. D. · España                                                                                          | 1.ª           | 2020-21       | 19    | 0     | 2                   | 0                   | ―                     | ―                     | 21    | 0     |
| Levante U. D. · España                                                                                          | 1.ª           | 2021-22       | 27    | 1     | 2                   | 0                   | ―                     | ―                     | 29    | 1     |
| Levante U. D. · España                                                                                          | 2.ª           | 2022-23       | 38    | 0     | 2                   | 0                   | ―                     | ―                     | 40    | 0     |
| Levante U. D. · España                                                                                          | Total club    | Total club    | 172   | 3     | 12                  | 0                   | 0                     | 0                     | 184   | 3     |
| Real Sporting de Gijón · España                                                                                 | 2.ª           | 2023-24       | 41    | 0     | 0                   | 0                   | ―                     | ―                     | 41    | 0     |
| Real Sporting de Gijón · España                                                                                 | 2.ª           | 2024-25       | 34    | 2     | 0                   | 0                   | ―                     | ―                     | 34    | 2     |
| Real Sporting de Gijón · España                                                                                 | Total club    | Total club    | 75    | 2     | 0                   | 0                   | 0                     | 0                     | 75    | 2     |
| Atlas F. C. · México                                                                                            | 1.ª           | 2025-26       | 0     | 0     | ―                   | ―                   | 0                     | 0                     | 0     | 0     |
| Atlas F. C. · México                                                                                            | Total club    | Total club    | 0     | 0     | 0                   | 0                   | 0                     | 0                     | 0     | 0     |
| Total carrera                                                                                                   | Total carrera | Total carrera | 355   | 8     | 22                  | 0                   | 0                     | 0                     | 377   | 8     |
| (1) Incluye datos de la Copa del Rey. En caso de equipo filial se refiere a los partidos de play-off (2014-16). |               |               |       |       |                     |                     |                       |                       |       |       |

Fuentes: BDFutbol y Lapreferente.